# Oxybelis aeneus
La bejuca o bejuquillo café (Oxybelis aeneus) es una especie de culebra delgada y alargada de diseños pardos en el dorso. Es arborícola, diurna y se especializa en comer lagartijas y ocasionalmente insectos, anuros, pájaros y hasta pequeños mamíferos. Se distribuye desde el sur de Arizona hasta el norte de América del Sur. Se encuentra como en preocupación menor (LC) por la lista roja de la IUCN.

## Descripción
Como todos las especies del género Oxybelis, O. aeneus se caracteriza por ser sumamente alargadas y delgadas, así como por la cabeza y el hocico, el cual es tres o más veces más largo que el diámetro del ojo. El ojo es de tamaño mediano con pupila redonda. Parece tener una visión aguda con un amplio campo binocular de visión.
La escama rostral es casi tan alta como ancha, apenas visible desde arriba. 
La coloración va desde pardo claro a gris amarillento en la parte de arriba, a veces bronceado uniforme o con puntos o manchas de oscuras a negras o con bordes de escamas negros. En la parte inferior el color varía desde un color amarillento hasta blanco o rojizo, ocasionalmente con manchas oscuras.
La cabeza es pardo clara con una banda negra lateral que atraviesa el ojo. Las supralabiales y el área bajo la cabeza exhiben un color amarillo o blanco, ocasionalmente pardusco o bronceado. El tamaño máximo que alcanza esta especie raramente excede 1,50 metros de longitud.

## Distribución

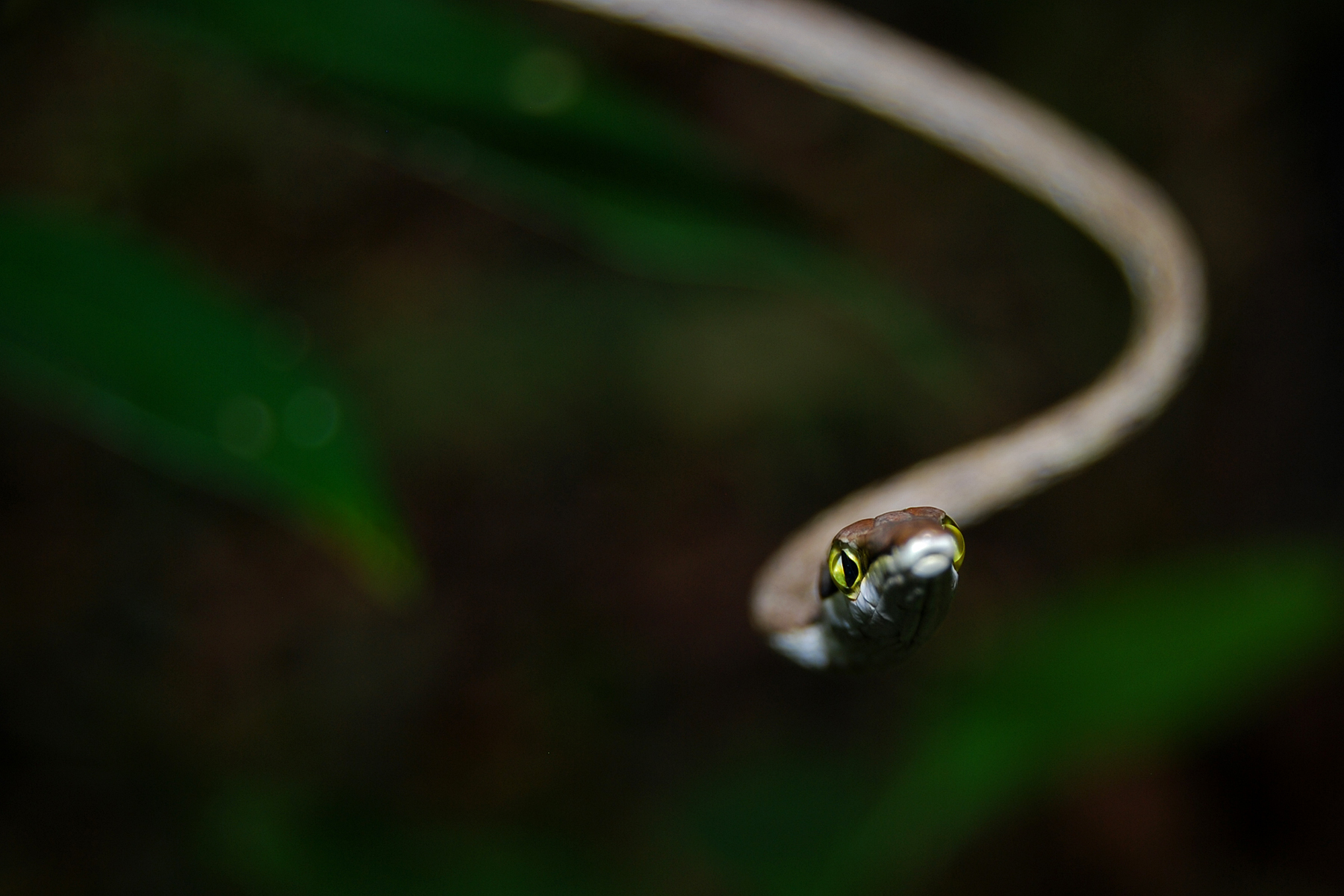
O. aeneus en El Petén, Guatemala.

Desde Arizona Estados Unidos, México (Yucatán, Aguascalientes, Campeche), Guatemala, El Salvador, Honduras (hasta 120 metros s.n.m), Belice, Nicaragua, Costa Rica (hasta 1400 metros de altura), Panamá, Colombia, Venezuela (Mérida [Esqueda & La Marca 1999]), isla Margarita, Ecuador, Brasil (Amazonia, Distrito Federal, Minas Gerais, Rondonia, Roraima, Pará), Perú, Bolivia, Guyana, Surinam, Guayana Francesa y Trinidad y Tobago.

## Hábitat
Desde bosques secos hasta bosques tropicales muy húmedos, de transición a premontano y montano.
Usualmente se encuentra en áreas abiertas con arbustos bajos o hierbas altas. Frecuenta áreas soleadas y se mimetiza perfectamente con la vegetación.

## Reproducción
Es una especie ovípara. Pone de 3 a 5 huevos en cada puesta desde marzo a agosto. Las crías tienen un tamaño de 37 a 38 cm de longitud.